# Lilli Schwarzkopf
Lilli Schwarzkopf (* 28. August 1983 in Nowopokrowka, Kirgisische SSR, Sowjetunion) ist eine deutsche Siebenkämpferin und Silbermedaillengewinnerin bei Olympischen Spielen.

## Leben und Karriere
Lilli Schwarzkopf kam mit sieben Jahren als kirgisistandeutsche Aussiedlerin mit ihren Eltern aus der Sowjetunion nach Deutschland. Sie ist 1,74 m groß und wird seit Beginn ihrer Karriere von ihrem Vater Reinhold Schwarzkopf trainiert, einem früheren Zehnkämpfer. Ihr erster Verein war die LG Lippe-Süd, anschließend startete sie für den LC in Paderborn, der größten Stadt in der Nähe ihres Wohnortes Siebenstern (Bad Driburg).
Von 2005 bis 2008 wurde sie viermal als „Paderborner Sportlerin des Jahres“ geehrt, nachdem sie 2005 und 2006 Podestplätze bei Europameisterschaften errungen hatte. 2009 verließ die damalige Sportstudentin den Verein im Streit, nachdem der ihren Vater entlassen hatte, und wechselte ins entfernte Rheinland-Pfalz. Dort vertrat sie bis 2014 fünf Jahre lang die LG Rhein-Wied.
Für den renommierten Verein aus dem Koblenz-Neuwieder Becken errang sie 2012 mit der Silbermedaille bei den Olympischen Spielen London ihren größten Erfolg. Daraufhin wurde sie vom Deutschen Leichtathletik-Verband unangefochten als Leichtathletin des Jahres 2012 ausgezeichnet.
Nach einer Achillessehnenruptur und langer Verletzungspause kehrte sie 2014 nach Niedersachsen zurück und startete fortan für die LG Hannover.

## Wettkampferfolge
2004 wurde Schwarzkopf mit 6125 Punkten Deutsche Meisterin und 2005 U23-Vizeeuropameisterin mit 6196 Punkten. Kurz darauf nahm sie an den Weltmeisterschaften 2005 in Helsinki teil und erreichte mit 5993 Punkten den 13. Rang. Bei den Europameisterschaften 2006 in Göteborg gewann sie mit 6420 Punkten die Bronzemedaille und bei den Weltmeisterschaften 2007 in Osaka erreichte sie den fünften Platz und verbesserte ihren persönlichen Rekord auf 6439 Punkte.
Am 21. und 22. Juni 2008 gewann sie das Mehrkampf-Meeting in Ratingen und erreichte dabei ihre damalige Bestleistung von 6536 Punkten. Damit qualifizierte sie sich endgültig für die Olympischen Spiele 2008 in Peking. Hier belegte sie mit 6379 Punkten den neunten Platz, rückte aber nach der Disqualifikation von Ljudmyla Blonska wegen Dopings um einen Platz vor.
Bei den Weltmeisterschaften 2009 in Berlin gab sie nach der dritten Disziplin wegen einer Verletzung der Achillessehne auf. Im Juni 2010 erreichte sie im Mehrkampfmeeting in Ratingen mit 6386 Punkten den zweiten Platz und qualifizierte sich damit für die Europameisterschaften 2010 in Barcelona, wo sie aber nicht antrat, da sie ihr Sportstudium abschließen wollte. Im Folgejahr erreichte sie bei den Weltmeisterschaften 2011 in Daegu (Südkorea) mit 6321 Punkten den sechsten Rang.
Bei den Olympischen Spielen 2012 in London wurde Schwarzkopf mit der persönlichen Bestleistung von 6649 Punkten Zweite hinter der Britin Jessica Ennis. Sie verbesserte sich beim abschließenden 800-Meter-Lauf vom fünften auf den zweiten Rang. Dabei wurde sie zunächst wegen der Berührung der Bahnmarkierung beim 800-Meter-Lauf disqualifiziert. Es stellte sich jedoch heraus, dass nicht Schwarzkopf, sondern die Russin Kristina Sawizkaja die Markierung betreten hatte, und Schwarzkopf wurde die Silbermedaille zuerkannt.
Wenige Wochen nach den Olympischen Spielen zog sich Schwarzkopf am 15. September 2012 beim letzten Wettkampf der Saison, dem Mehrkampf-Meeting im französischen Talence, einen Achillessehnenriss zu. Nach langer Pause konnte sie bei den Europameisterschaften 2014 in Zürich mit 6332 Punkten als zweitbeste Deutsche hinter Carolin Schäfer den fünften Rang erzielen.
| Jahr | Wettkampferfolge |
| ---- | --- |

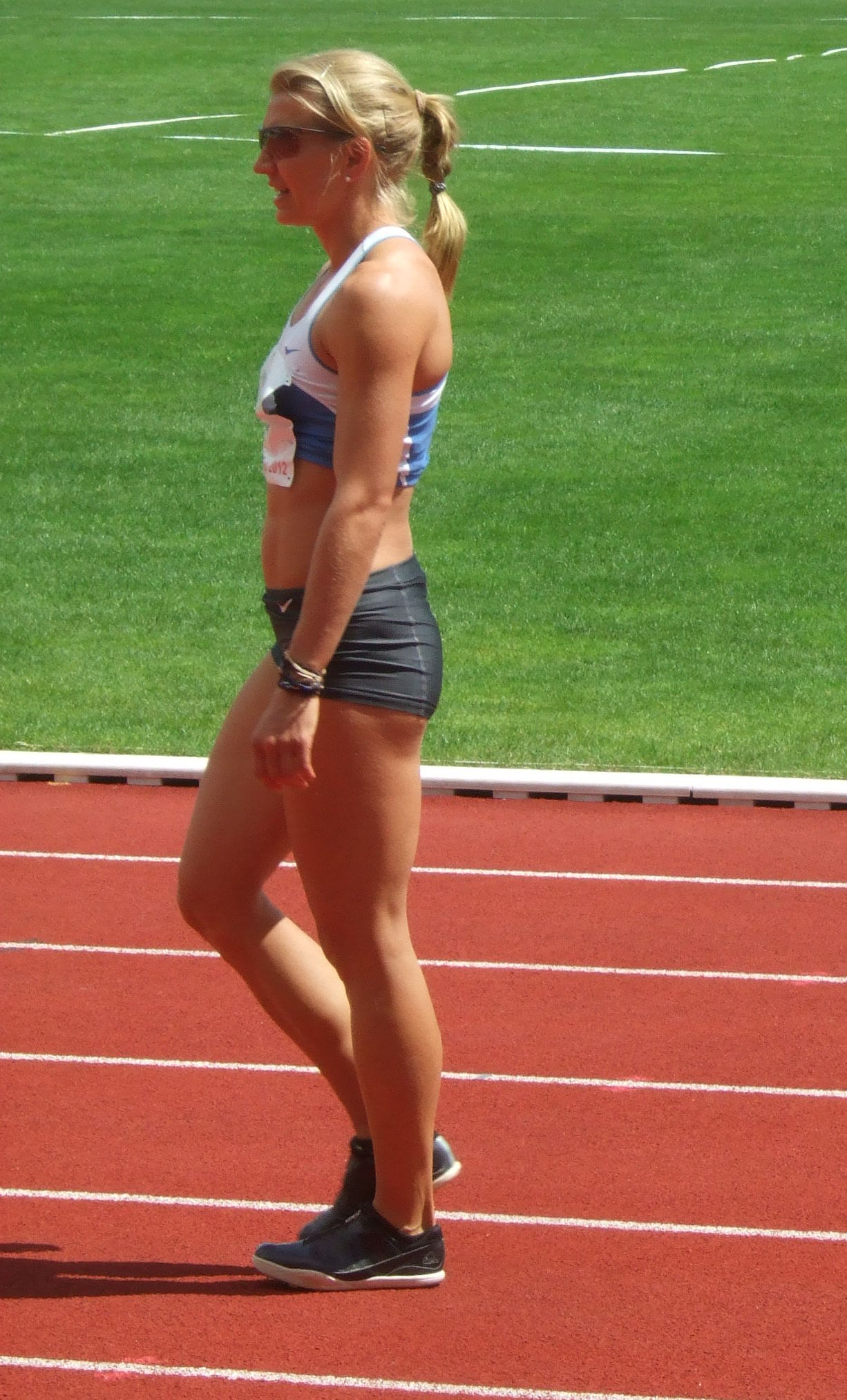
Schwarzkopf beim Thorpe Cup 2012

| 2002 | - 5. Platz Juniorenweltmeisterschaften, Kingston, Jamaika - Deutsche A-Jugendmeisterin im Siebenkampf, Berlin |
| 2003 | - Deutsche Juniorenvizemeisterin im Siebenkampf |
| 2004 | - Deutsche Meisterin im Siebenkampf in Vaterstetten, 6125 Punkte |
| 2005 | - Silbermedaille bei den U23-Europameisterschaften in Erfurt, 6196 Punkte - 13. Platz bei den Weltmeisterschaften in Helsinki, 5993 Punkte |
| 2006 | - 3. Platz beim Mehrkampfmeeting in Götzis, Österreich - 2. Platz beim Mehrkampfmeeting in Ratingen - Bronzemedaille bei den Europameisterschaften in Göteborg, 6420 Punkte                                                                                 |
| 2007 | - Deutsche Meisterin im Mehrkampf, Deutsche Hallenmeisterschaften in Frankfurt - 5. Platz bei den Weltmeisterschaften in Osaka, 6439 Punkte |
| 2008 | - Deutsche Meisterin im Mehrkampf, Deutsche Hallenmeisterschaften in Frankfurt - 7. Platz beim Mehrkampfmeeting in Götzis, Österreich - 1. Platz im Mehrkampfmeeting in Ratingen, 6536 Punkte - 8. Platz bei den Olympischen Spielen in Peking, 6379 Punkte |
| 2009 | - 3. Platz im Mehrkampfmeeting in Ratingen, 6355 Punkte - 4. Platz beim Mehrkampfmeeting in Götzis, Österreich mit 6337 Punkten |
| 2010 | - 2. Platz im Mehrkampfmeeting in Ratingen, 6386 Punkte |
| 2011 | - 6. Platz bei den Weltmeisterschaften in Daegu, Südkorea mit 6321 Punkten |
| 2012 | - Silbermedaille bei den Olympischen Spielen in London, 6649 Punkte |
| 2013 | (verletzt) |
| 2014 | - 5. Platz bei den Europameisterschaften, 6332 Punkte |

## Bestleistungen
| Disziplin        | Bestleistung |
| ---------------- | ------------ |
| Siebenkampf      | 6649 Punkte  |
| Fünfkampf        | 4641 Punkte  |
| 100 Meter Hürden | 13,26 s      |
| Hochsprung       | 1,85 m       |
| Kugelstoßen      | 15,06 m      |
| 200 Meter        | 24,72 s      |
| Weitsprung       | 6,34 m       |
| Speerwurf        | 55,25 m      |
| 800 Meter        | 2:09,63 min  |